# Abdullah Levent Tüzel

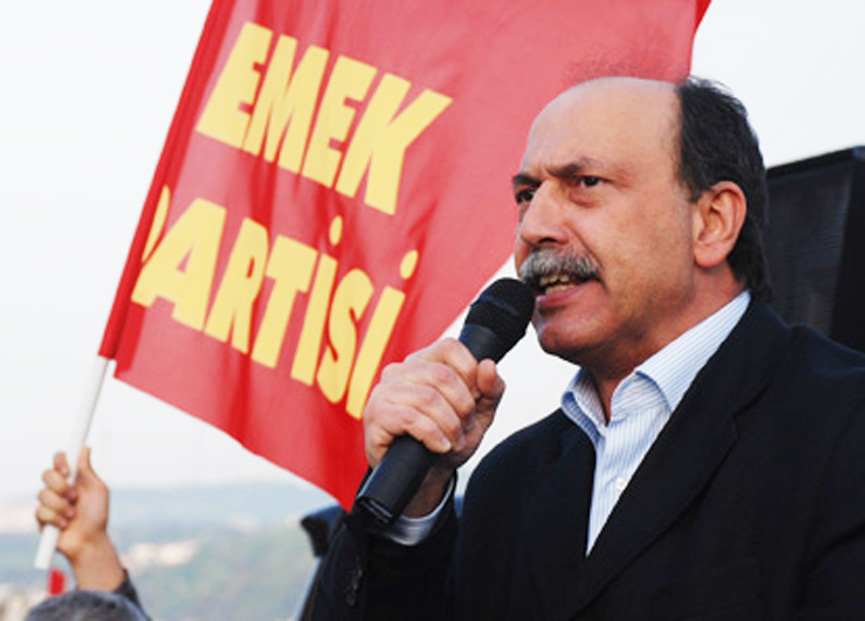
Abdullah Levent Tüzel (2009)

Abdullah Levent Tüzel (* 12. Juli 1961 in Bulancak, Provinz Giresun) ist ein türkischer Politiker, Abgeordneter und Gründer der Emek Partisi (EMEP) 1996. Bis Herbst 2015 saß er als Abgeordneter der Halkların Demokratik Partisi (HDP) für Istanbul im türkischen Parlament.
Tüzel studierte an der Universität Istanbul Rechtswissenschaften und arbeitete seit 1985 als freier Rechtsanwalt. Später wurde er Mitglied des Menschenrechtsverein in Istanbul und Vorsitzender der Juristenvereinigung Çağdaş Hukukçular Derneği von Istanbul.
1996 gründete Tüzel mit anderen die Partei der Arbeit EMEP. Tüzel war bis 2007 Parteivorsitzender, dann trat er aus der EMEP aus, um als unabhängiger Kandidat für die Parlamentswahlen 2007 anzutreten. Wegen der 10-Prozent-Sperrklausel traten mehrere vor allem kurdische Politiker als parteilose Kandidaten an und wurden dabei vom Bündnis Tausend Hoffnungen (Türk.: Bin Umut) unterstützt. Tüzel kandidierte für die Provinz Izmir, konnte aber nicht genug Stimmen erringen. Daraufhin kehrte er wieder in die EMEP zurück.
Für die folgende Wahl 2011 trat Tüzel erneut als Unabhängiger an und gewann diesmal ein Mandat im dritten Wahlkreis von Istanbul. Nach der Wahl schlossen sich mehrere Unabhängige wie Tüzel der Barış ve Demokrasi Partisi an, die dadurch Fraktionsstärke erreichte.
2013 trat Tüzel der HDP bei. Die HDP war eine neue Partei, die von der prokurdischen BDP und anderen meist kleinen linken Parteien gegründet worden war, um eine noch größere Wählerschaft anzusprechen. Die EMEP, die auch Gründungsmitglied der HDP war, trat später wegen Differenzen mit der kurdischen Fraktion aus der HDP aus. Tüzel folgte nicht dem Beispiel seiner ehemaligen Partei und blieb Abgeordneter der HDP. Tüzel wurde im Juni 2015 als Abgeordneter für Istanbul bestätigt.
Nach der Wahl konnte keine Regierung gebildet werden, so dass für November 2015 Neuwahlen angesetzt wurden. Tüzel erhielt das Angebot für einen Ministerposten in der Übergangsregierung, lehnte aber ab. Tüzel wurde für die Nachwahl seitens der HDP nicht wieder aufgestellt.